# Neolitsea umbrosa
Neolitsea umbrosa är en lagerväxtart som först beskrevs av Christian Gottfried Daniel Nees von Esenbeck, och fick sitt nu gällande namn av James Sykes Gamble. Neolitsea umbrosa ingår i släktet Neolitsea och familjen lagerväxter. Utöver nominatformen finns också underarten N. u. impunctata.